# Saint-Jean-de-Savigny
Saint-Jean-de-Savigny és un municipi francès situat al departament de la Manche i a la regió de Normandia. L'any 2007 tenia 349 habitants.

## Demografia

### Població
El 2007 la població de fet de Saint-Jean-de-Savigny era de 349 persones. Hi havia 137 famílies de les quals 25 eren unipersonals (25 dones vivint soles i 25 dones vivint soles), 54 parelles sense fills, 50 parelles amb fills i 8 famílies monoparentals amb fills.
La població ha evolucionat segons el següent gràfic:
Habitants censats

### Habitatges
El 2007 hi havia 166 habitatges, 134 eren l'habitatge principal de la família, 23 eren segones residències i 9 estaven desocupats. 162 eren cases i 4 eren apartaments. Dels 134 habitatges principals, 103 estaven ocupats pels seus propietaris, 29 estaven llogats i ocupats pels llogaters i 2 estaven cedits a títol gratuït; 1 tenia una cambra, 5 en tenien dues, 18 en tenien tres, 28 en tenien quatre i 82 en tenien cinc o més. 103 habitatges disposaven pel capbaix d'una plaça de pàrquing. A 51 habitatges hi havia un automòbil i a 76 n'hi havia dos o més.

### Piràmide de població
La piràmide de població per edats i sexe el 2009 era:
| Homes | Edats   | Dones |
| ----- | ------- | ----- |
| 0     | 95 o +  | 0     |
| 0     | 90 a 94 | 4     |
| 0     | 85 a 89 | 0     |
| 0     | 80 a 84 | 4     |
| 0     | 75 a 79 | 4     |
| 8     | 70 a 74 | 4     |
| 8     | 65 a 69 | 8     |
| 12    | 60 a 64 | 16    |
| 4     | 55 a 59 | 0     |
| 24    | 50 a 54 | 20    |
| 12    | 45 a 49 | 8     |
| 12    | 40 a 44 | 8     |
| 12    | 35 a 39 | 0     |
| 4     | 30 a 34 | 4     |
| 20    | 25 a 29 | 12    |
| 0     | 20 a 24 | 8     |
| 4     | 15 a 19 | 4     |
| 8     | 10 a 14 | 4     |
| 12    | 5 a 9   | 8     |
| 16    | 0 a 4   | 0     |

## Economia
El 2007 la població en edat de treballar era de 228 persones, 175 eren actives i 53 eren inactives. De les 175 persones actives 164 estaven ocupades (86 homes i 78 dones) i 11 estaven aturades (3 homes i 8 dones). De les 53 persones inactives 25 estaven jubilades, 18 estaven estudiant i 10 estaven classificades com a «altres inactius».

### Ingressos
El 2009 a Saint-Jean-de-Savigny hi havia 136 unitats fiscals que integraven 387 persones, la mediana anual d'ingressos fiscals per persona era de 15.364 €.

### Activitats econòmiques
Dels 7 establiments que hi havia el 2007, 1 era d'una empresa extractiva, 1 d'una empresa de fabricació de material elèctric, 1 d'una empresa de construcció, 1 d'una empresa d'hostatgeria i restauració i 3 d'empreses de serveis.
Dels 2 establiments de servei als particulars que hi havia el 2009, 1 era un paleta i 1 restaurant.
L'any 2000 a Saint-Jean-de-Savigny hi havia 20 explotacions agrícoles que ocupaven un total de 648 hectàrees.

## Poblacions més properes
El següent diagrama mostra les poblacions més properes.